# I Puffi neri
I Puffi neri (in lingua originale, Les Schtroumpfs noirs) è il primo album della serie a fumetti dei Puffi, personaggi creati da Peyo, fumettista belga, e Yvan Delporte, giornalista belga. L'album, pubblicato per la prima volta nel 1963, contiene anche altre due storie: Il puffo volante e Il ladro di puffi. La prima delle tre storie è stata adattata per il 24º episodio della prima serie della versione animata in cui la produzione americana, per evitare di incorrere in accuse razziste, trasforma i puffi neri in puffi viola.

## Trama
In un paese lontano, con case a forma di fungo, vive un popolo di creature blu, simili a gnomi, i puffi. Uno di questi esseri, recatosi in una foresta, viene punto da un insetto nero (viola, nella serie animata), la mosca Nenè (Memè, nella serie animata). La pelle di questo puffo diventa immediatamente nera (viola, nella serie animata), e il puffo diventa aggressivo, apparentemente folle, comincia a digrignare i denti, e pronuncia esclusivamente la parola "GNAP". Il Grande Puffo ricorda che "quando era ancora giovane, aveva appena compiuto 108 anni" si era verificato un caso simile, ma non ricorda più la ricetta della medicina che aveva "puffato". Si scopre subito, però, che questo nuovo puffo nero è contagioso: se morde la coda ad un altro puffo, anche quest'ultimo puffo diventa nero, ed assume tutte le altre caratteristiche sopra descritte.
Dopo lunghi tentativi, mentre nel frattempo una gran parte dei 100 puffi diventa nera, il Grande Puffo scopre finalmente che il polline della tuberosa funge da antidoto alla malattia, e rende blu perfino la mosca Nenè. I puffi si recano allora nella foresta per raccogliere il polline di tuberosa con cui riempire dei soffietti per ingaggiare una battaglia contro i puffi neri, ma durante la raccolta altri puffi vengono morsi e contagiati. Alla fine la spedizione ha successo, ma i puffi blu sono rimasti solo in 10 ed un puffo nero ha "l'idea diabolica" di dipingere di blu la propria pelle, camuffandosi. Non appena i superstiti hanno preparato i soffietti, i puffi neri assaltano il villaggio. Viene ingaggiata quindi una tremenda battaglia, a suon di morsi da una parte, e di soffietti riempiti di polline di tuberosa dall'altra.
Alla fine, dopo una colluttazione col falso blu, anche il Grande Puffo viene morso e tutti i puffi sono ormai neri. Durante lo scontro però, il laboratorio del Grande Puffo si incendia ed il fuoco provoca un'esplosione. Il polline di tuberosa custodito nel laboratorio si sparge così su tutto il villaggio. Tutti i puffi guariscono e possono preparare la loro meritata festa.